# Helene Thimig

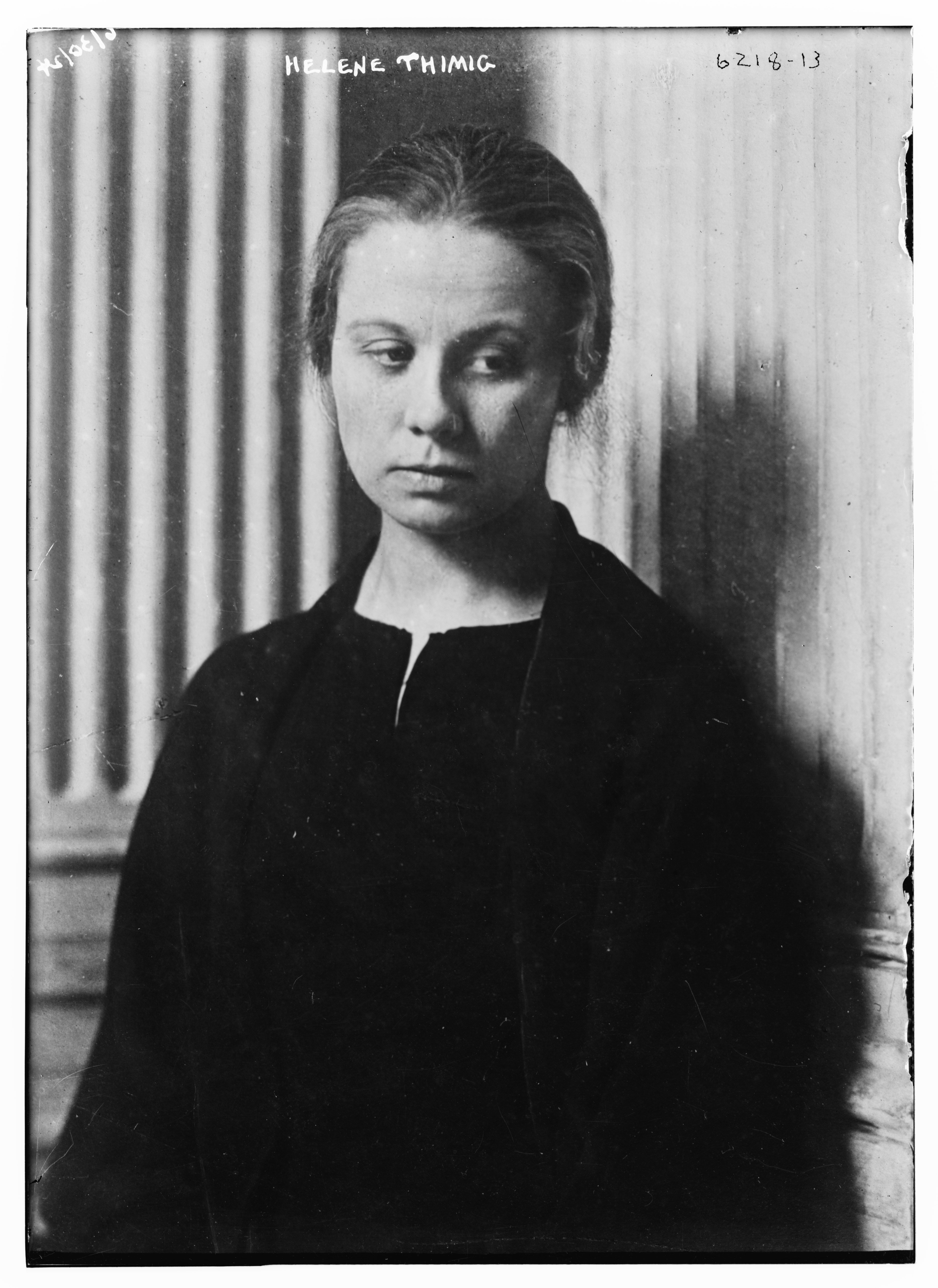
Helene Thimig (Jahr unbekannt)

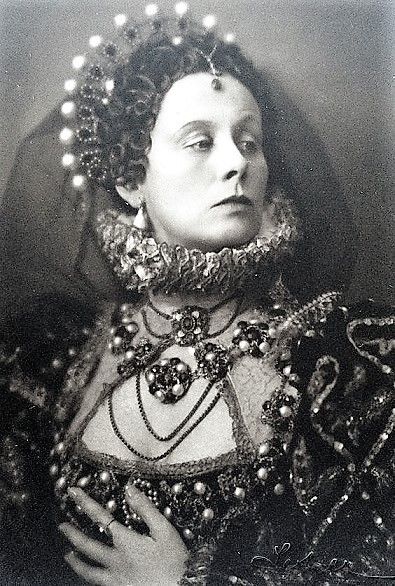
Thimig als Elisabeth in Schillers Maria Stuart (1934)

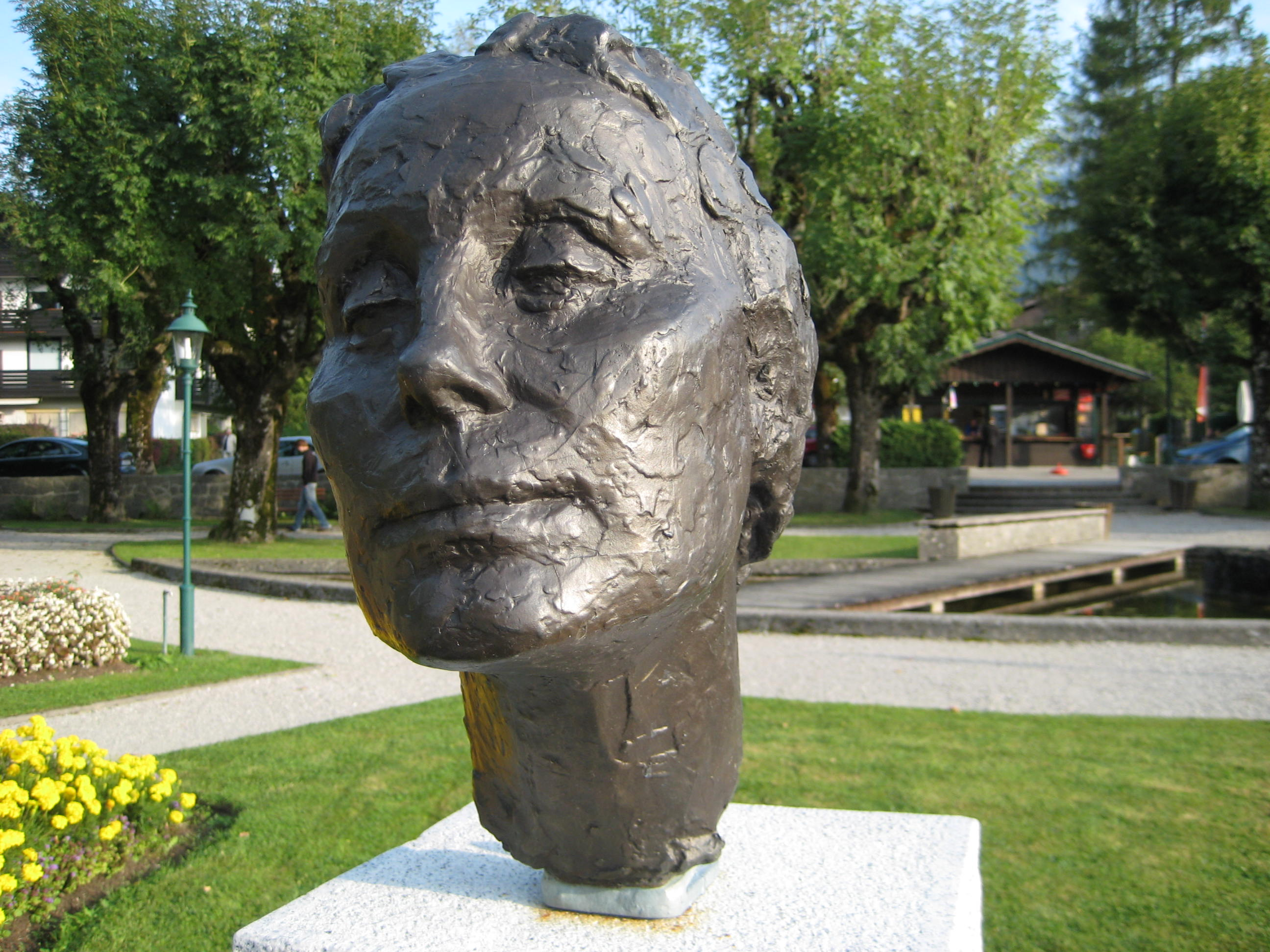
Büste von Helene Thimig in Strobl, wo sie sich zwischen 1947 und 1970 regelmäßig aufhielt

Helene Ottilie Thimig-Reinhardt geborene Thimig, Pseudonym Helene Werner, verheiratete Thimig-Reinhardt, geschiedene Kalbeck (* 5. Juni 1889 in Wien; † 7. November 1974 ebenda), war eine österreichische Schauspielerin, Regisseurin und Theaterdirektorin.

## Leben
Helene Thimig war die Tochter des späteren Burgtheater-Direktors Hugo Thimig und seiner Ehefrau Franziska, geborene Hummel (1867–1944). Auch ihre beiden Brüder Hermann und Hans Thimig wurden Schauspieler. Nach der Volksschule und dem Lyzeum Luithlen nahm sie Schauspielunterricht bei Hedwig Bleibtreu. Am 12. November 1907 hatte sie im Stadttheater Baden ihren ersten Auftritt als Marthe in Edouard Paillerons Die Maus.
Im Jahr 1908 war sie die Melissa in Franz Grillparzers Sappho bei den Goethefestspielen in Düsseldorf, danach agierte sie am Hoftheater in Meiningen, von 1911 bis 1917 am Königlichen Schauspielhaus in Berlin.
Nach ihrer ersten Saison in Meiningen mietete sie sich 1911 mit 22 Jahren in der Nähe der elterlichen Wohnung, in der sie lebte, in Döbling ein »Denkzimmer«, weil das Zusammenleben in der Familie sie vom Nachdenken aufhalte: »Ich brauche eine eigene Wohnung – ein Zimmer irgendwo anders.«

„Das größte Erlebnis dieser Zeit im ‚Denkzimmer‘ war die Stunde, als ich mit weit ausgestreckten Armen auf dem Boden lag und den Mittelpunkt der Erde spürte. Damals fühlte ich: Jetzt kann mir nichts mehr geschehen … Das war wohl der erste wirkliche Schritt ins Leben.“

Thimig lernt Max Reinhardt 1913 im Alter von 24 Jahren kennen. 1917 erhielt sie ein Engagement am Berliner Deutschen Theater und wurde somit Teil des Reinhardts-Ensembles, in dem sie am 10. Oktober als Elsalil in Gerhart Hauptmanns Winterballade debütierte. Thimig spielt in zahlreichen Inszenierungen in Berlin, Wien und Salzburg. Von Beginn an entwickelte sich hier eine enge Zusammenarbeit und Liebesbeziehung mit dem Leiter des Theaters Max Reinhardt, der mit der Schauspielerin Else Heims (1878–1958) verheiratet war und mit dieser zwei Söhne hatte. Thimig war von 1916 bis 1918 mit dem Regisseur Paul Kalbeck verheiratet, von dem sie sich (wie sie es nannte) „aus Seelenreinheit“ scheiden ließ.
Als Reinhardt nach dem Machtantritt der Nazis 1933 verfemt wurde, fand auch Thimigs erfolgreiche Berliner Bühnenkarriere ein Ende. Sie folgte Reinhardt nach Wien und trat in dem von ihm geleiteten Theater in der Josefstadt auf. Weitere Auftritte folgten in Prag und bei den Salzburger Festspielen. Thimig folgte Reinhardt zu verschiedenen Inszenierungen in mehrere Länder Europas und heiratete ihn nach seiner Scheidung im Mai 1935 während eines Gastspiels in den USA. Ende Oktober 1937 folgte sie Reinhardt endgültig in sein amerikanisches Exil. Da sie die englische Sprache nur langsam erlernte, erhielt sie längere Zeit nur sehr kleine Rollen in amerikanischen Theater- und Filmproduktionen. Zwischen 1942 und 1947 wirkte sie in 18 Hollywoodfilmen mit, in denen sie meist deutsche Frauen darstellte. Reinhardt gründete in Hollywood eine «Workshop-Schauspielschule», welche Thimig schon bald alleine führte, während Reinhardt in New York lebte. Thimig übernahm einen großen Teil der Arbeit im Workshop mit den Studierenden – sie unterrichtete und erprobte erste Regietätigkeiten in der Erarbeitung von Stücken. Für Gesellschaftsstücke und moderne amerikanische Dramatik interessierte sich Thimig besonders.
Max Reinhardt starb am 31. Oktober 1943. Über ihre jahrzehntelange Zusammenarbeit mit Max Reinhardt berichtet sie in ihren Lebenserinnerungen und hebt dabei hervor, für ihn habe der Kern der Theaterkunst daraus bestanden, immer »eine Handbreit über dem Boden« zu arbeiten, also trotz aller Fantasie, die in der künstlerischen Arbeit erforderlich sei, die Verbindung zur Wirklichkeit nicht zu verlieren.
Nach dem Ende des Zweiten Weltkrieges kehrte Thimig-Reinhardt wieder zurück nach Österreich auf Einladung der Salzburger Festspiele. Thimig führte 1947–1952 beim Jedermann von Hugo von Hofmannsthal an den Salzburger Festspielen Regie – in der Tradition ihres verstorbenen Ehemannes, wie es häufig heißt. Thimigs Schaffen und besonders ihre Regietätigkeit wird bis heute selten unabhängig von ihrem berühmten Ehemann Max Reinhardt betrachtet. Erst jüngere Forschung beginnt das Narrativ der «Reinhard-Witwe» in Frage zu stellen. Wie aus Thimigs Autobiografie hervorgeht, war ihre Eigenständigkeit als Künstlerin bereits zu Lebzeiten Reinhardts ein Thema zwischen den beiden:

„Auch über meine künstlerische Selbstständigkeit, um die unsere Gespräche nun schon so lange, so quälend kreisten, schrieb ich viele Seiten lang. […] Ohne Bedenken laß mich sein! Wie im Menschlichen, so auch im Künstlerischen!“

Aus der Autobiografie geht ebenfalls hervor, dass Reinhardt Thimig bei den Proben immer gerne in seiner Nähe hatte, um sie nach ihrer Meinung zu fragen und sie sich regelmäßig für Probengespräche in seinem Direktionszimmer trafen.
Thimig wurde nach ihrer Rückkehr 1947 Mitglied des Burgtheaters, in dem ihr 1950 der Ehrentitel einer Kammerschauspielerin verliehen wurde. 1948 ging sie mit dem österreichischen Schauspieler Anton Edthofer ihre dritte Ehe ein. Sie leitete von 1948 bis 1954 das Wiener Max-Reinhardt-Seminar. Zudem übernahm sie eine Lehrtätigkeit als Professorin an der Akademie für Musik und darstellende Kunst. Im deutschsprachigen Film dagegen erhielt sie nur wenige Aufgaben. Nach ihrem Ausscheiden aus dem Ensemble des Burgtheaters nahm sie 1954 noch einmal ein festes Engagement am Theater in der Josefstadt an. Von 1963 bis 1968 inszenierte sie erneut den Jedermann bei den Festspielen in Salzburg. Ende März 1974 stand sie in der Josefstadt das letzte Mal auf der Bühne.
1973 veröffentlichte sie eine Biographie Max Reinhardts, in der sie ihr gemeinsames Leben sowie die Karriere Reinhardts und von sich selbst aufarbeitet. Das Buch enthält umfangreiche Auszüge aus den über Jahrzehnte mit Reinhardt gewechselten Briefen. 2023 erschien ein ganzes Buch Briefe im Exil. Max Reinhardt – Helene Thimig 1937–1943 herausgegeben von Edda Fuhrich und Sibylle Zehle in dem Briefwechsel zwischen den beiden veröffentlicht wurden.

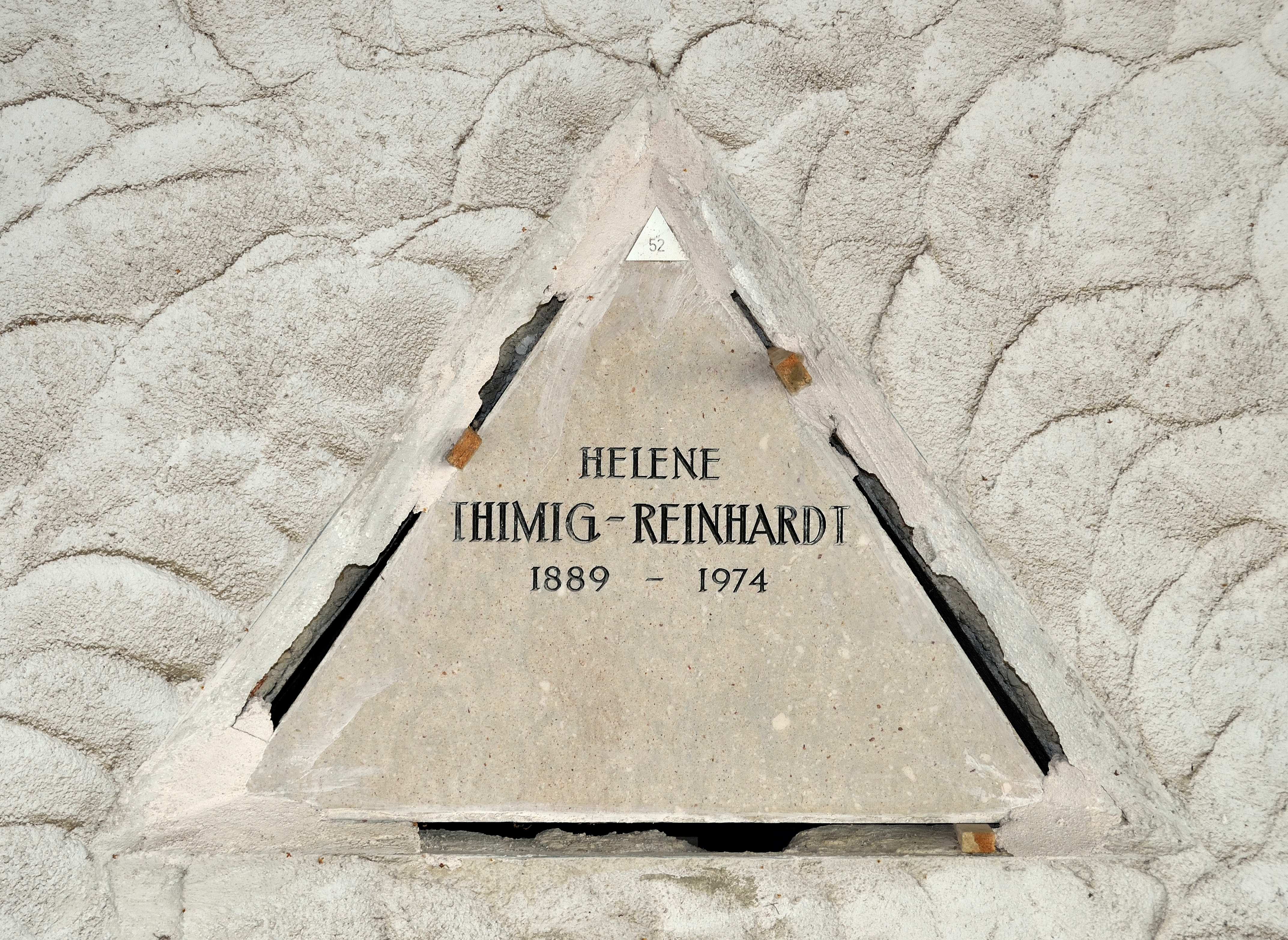
Erster Beisetzungsort 1974 in der Urnenwand der Feuerhalle Simmering in Wien

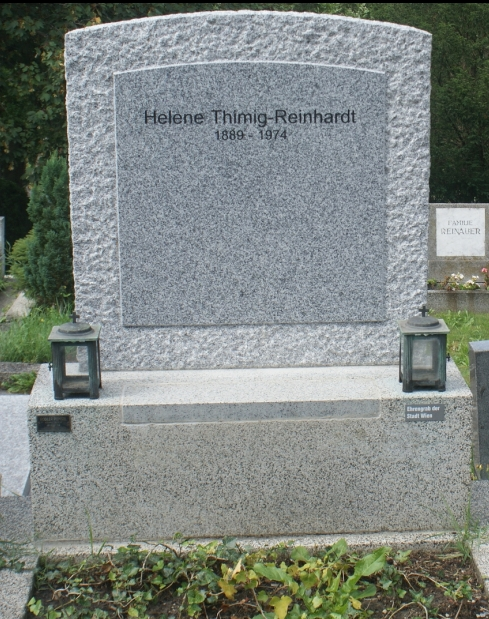
Grab auf dem Neustifter Friedhof seit 2015

Im November 1974 starb Helene Thimig-Reinhardt an einer Lungenembolie. Sie wurde in der Feuerhalle Simmering eingeäschert und in einer ehrenhalber gewidmeten Urnennische beigesetzt (Linke Arkaden, Grab 152). Am 17. Juni 2015 wurde die Urne in eine ehrenhalber gewidmete Grabstelle auf den Neustifter Friedhof (Gruppe N, Reihe 10, Grab 69) verlegt.
Im Jahr 2016 wurde in Wien-Liesing (23. Bezirk) der Helene-Thimig-Weg nach ihr benannt.

## Preise und Auszeichnungen
- 1936: Ritterkreuz des österreichischen Verdienstordens[15]
- 1953: Karl-Renner-Preis.[16][17]
- 1962: Kainz-Medaille
- 1969: Ehrenring der Stadt Wien

## Gedenken

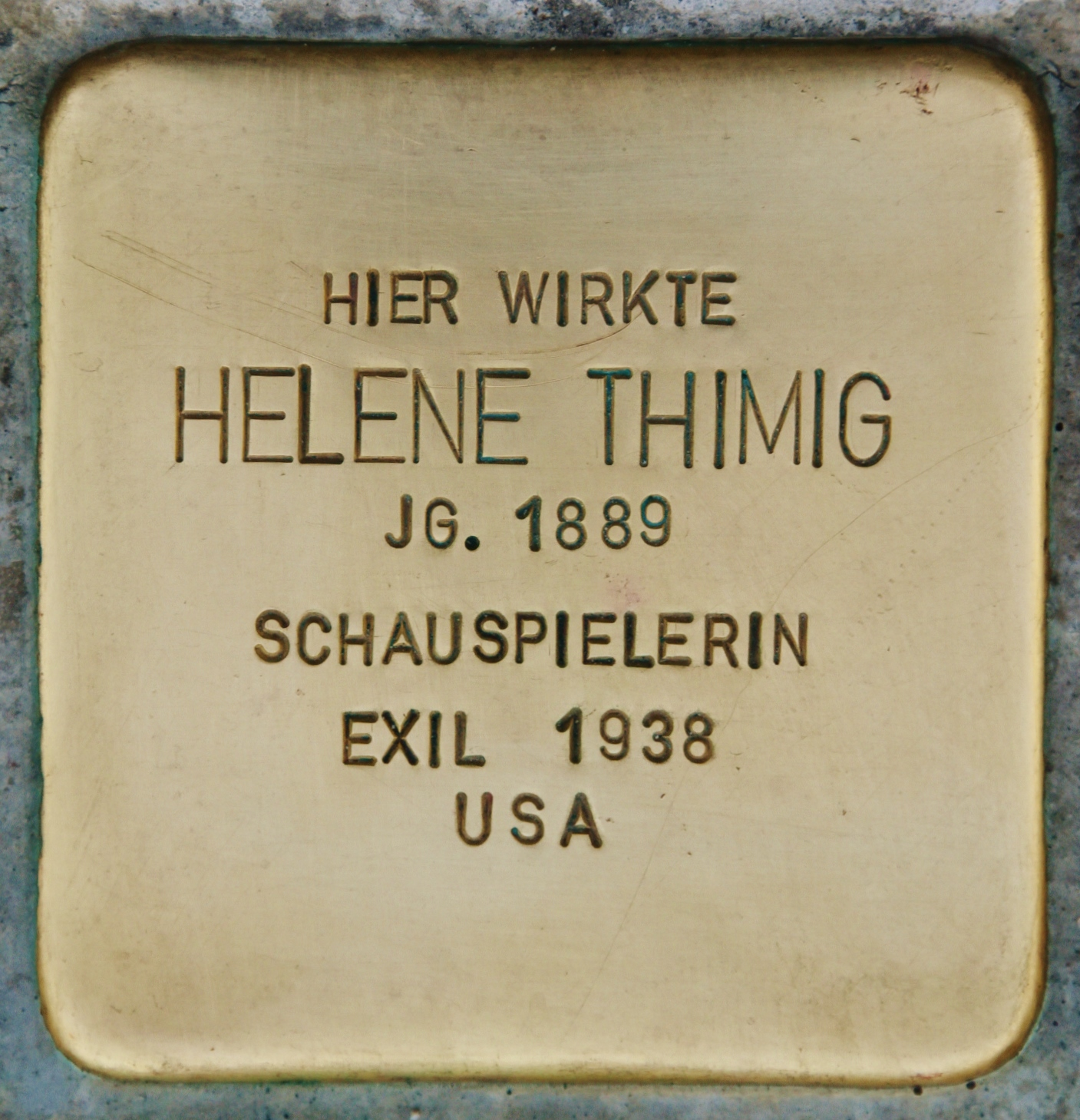
Stolperstein in Salzburg

Am 17. August 2020 wurde durch den Künstler Gunter Demnig vor dem Haus für Mozart in Salzburg ein Stolperstein für Helene Thimig verlegt.

## Filmografie
- 1932: Mensch ohne Namen
- 1942: Die Gaylords (The Gay Sisters)
- 1943: The Moon is Down
- 1943: Aufstand in Trollness (Edge of Darkness)
- 1944: The Hitler Gang
- 1944: Strangers in the Night
- 1944: None But the Lonely Heart
- 1944: Das siebte Kreuz
- 1944: The Master Race
- 1945: Roughly Speaking
- 1945: Hotel Berlin
- 1945: Isle of the Dead
- 1945: Die Liebe unseres Lebens (This Love Is Ours)
- 1946: Im Geheimdienst (Cloak and Dagger)
- 1946: Das Medaillon (The Locket)
- 1947: High Conquest
- 1947: Der Fluch des Wahnsinns (Cry Wolf)
- 1947: Escape Me Never
- 1947: Das unsterbliche Antlitz
- 1948: Gottes Engel sind überall
- 1948: Der Engel mit der Posaune
- 1951: Entscheidung im Morgengrauen (Decision Before Dawn)
- 1955: Undine (Fernsehfilm)
- 1955: Das Mädchen vom Pfarrhof
- 1956: Waldwinter
- 1956: Die Magd von Heiligenblut
- 1962: Funken in der Asche (Fernsehfilm)
- 1966: Katzenzungen (Theater-Fernsehaufzeichnung)
- 1969: Johann Wolfgang (Fernsehfilm)
- 1972: Briefe von gestern

## Schriften
- Briefe im Exil. Max Reinhardt – Helene Thimig 1937–1943. Hg. Edda Fuhrich und Sibylle Zehle unter Mitarbeit von Ulrich Hermanns und Eva Maria Schachenhofer. Salzburg, Wien: Residenz Verlag, 2023, ISBN 978-3-7017-3572-3
- Helene Reinhardt-Thimig: Wie Max Reinhardt lebte. Eine Handbreit über dem Boden. Percha am Starnberger See: Verlag R. S. Schulz, 1973, ISBN 3-7962-0001-X